# Internationale Buchwissenschaftliche Gesellschaft
Die Internationale Buchwissenschaftliche Gesellschaft e.V. (IBG) ist eine unabhängige Organisation für die wissenschaftlichen Bemühungen um das Medium Buch mit Sitz in München. Sie hat als Ziele die Förderung des Informationsaustauschs von Buchwissenschaftlern, die Positionierung des Buchs im Mediensystem, die Verbreitung der Forschung und Lehre zum Buch, die Förderung des Stellenwerts und der Funktion des Mediums Buch sowie die Stärkung internationaler buchwissenschaftlicher Kontakte.
Die Gesellschaft wurde am 25. März 1999 als Deutsche Buchwissenschaftliche Gesellschaft (DBG) von Buch- und Medienwissenschaftlern unterschiedlicher Fachrichtungen gegründet. Die Initiative kam vom Münchner Buchwissenschaftler und Urheberrechtsspezialisten Ludwig Delp. Auf der Jahrestagung 2008 in St. Gallen erfolgte die Umbenennung in Internationale Buchwissenschaftliche Gesellschaft (IBG), um der engen Zusammenarbeit mit dem neugegründeten St. Galler Zentrum für das Buch Rechnung zu tragen. Im Oktober 2010 wurde in der IBG ein Nachwuchsforum eingerichtet, das junge Akademiker/innen unterstützen und deren Austausch untereinander fördern möchte.

## Personen
Vorsitzende des Vorstands der DBG/IBG waren nacheinander Werner Faulstich, Lüneburg (1999/2000), Günther Häntzschel, München (2000–2004), Wolfgang Schmitz, Köln (2004–2010) und Christine Haug, München (2010–2024). Im Sommer 2024 wurde Erika Thomalla, LMU München, zur neuen Vorsitzenden gewählt. Dem aktuellen Vorstand gehören darüber hinaus Corinna Norrick-Rühl (Münster/Westf., stellv. Vorsitzende), David-Christopher Assmann (Bamberg), Christine Haug und Marion Preuß (beide München) an.

## Tagungen
Die IBG führt jährlich Tagungen zu aktuellen buchwissenschaftlichen Fragestellungen durch. In den vergangenen Jahren wurden folgende Themen behandelt:
- Das Buch in der Informationsgesellschaft. Ein buchwissenschaftliches Symposion (17. und 18. Mai 2005, Universitäts- und Stadtbibliothek Köln)
- Das Hörbuch – ein Medium und sein Markt (22. und 23. Juni 2006, Literaturhaus München)[2]
- Probleme des neuen Urheberrechts für die Wissenschaft, den Buchhandel und die Bibliotheken (21. und 22. Juni 2007, im Verlag C.H. Beck München)
- Buchgestaltung: Ein interdisziplinäres Forum (13. und 14. Juni 2008, Weiterbildungszentrum der Universität St. Gallen)[3]
- Quo vadis, Kinderbuch? Gegenwart und Zukunft der Literatur für junge Leser (24. und 26. September 2009, Deutsche Nationalbibliothek in Leipzig)
- Die Digitale Bibliothek – Auf der Suche nach einem Phantom (26. und 27. Oktober 2010, Herzog August Bibliothek Wolfenbüttel)
- Verlagskultur(en) – Von Dynastien und „Heuschrecken“ (11. und 12. Oktober 2011, Universität Mainz Institut für Buchwissenschaft)
- Das E-Book – Herausforderung und Chance für die Buch- und Verlagswelt (9. und 10. Oktober 2012, im Verlag C.H. Beck München)
- Das Plagiat – Ein multidisziplinäres Forum (6. und 7. November 2013, im Raum für Literatur St. Gallen)[4]
- Das Bilderbuch – Geschichte, Ästhetik, Medien (25. und 26. September 2014, Alpen-Adria-Universität Klagenfurt)
- Die Rezension. Aktuelle Tendenzen der Literaturkritik (9. und 10. Juli 2015, Otto-Friedrich-Universität Bamberg)
- »Eine Zensur findet [nicht] statt«. Zensur und Medienkontrolle in demokratisch verfassten Gesellschaften (7. und 8. Juli 2016, Hochschule der Medien Stuttgart)
- Die Zukunft des Lesens (20.–22. September 2017, Literaturhaus München)[5]

## Kodex. Jahrbuch der IBG
Seit 2011 erscheint im Verlag von Otto Harrassowitz, Wiesbaden, Kodex, das wissenschaftliche Jahrbuch der IBG. Jede Nummer ist einem besonderen Schwerpunkt gewidmet; dabei handelt es sich häufig um die Themen der Jahrestagungen der Gesellschaft.
- André Schüller-Zwierlein (Hrsg.): Unikale Objekte im Zeitalter der Ubiquität: Funktionen und Potentiale (Kodex 12/2023).
- Christine Haug/Fotis Jannidis (Hrsg.): Der deutschsprachige Heftroman. (Kodex 11/2021/22).
- Vincent Kaufmann (Hrsg.): Im digitalen Jenseits der Literatur. (Kodex 10/2020).
- Christian Benne/Carlos Spoerhase (Hrsg.): Materialität: Von Blättern und Seiten (Kodex 9/2019).
- Marta Dominguez/Constantin Wagner (Hrsg.): Book Studies and Islamic Studies in Conversation (Kodex 8/2018).
- Ulrich Ernst Huse (Hrsg.): Zensur und Medienkontrolle in demokratischen Gesellschaften (Kodex 7/2017).
- Daria Berg/Giorgio Strafella (Hrsg.): Transforming Book Culture in China. 1600–2016 (Kodex 6/2016).
- Carlos Spoerhase/Caspar Hirschi (Hrsg.): Bleiwüste und Bilderflut. Geschichten über das geisteswissenschaftliche Buch (Kodex 5/2015).
- Christine Haug/Vincent Kaufmann (Hrsg.): Das Plagiat (Kodex 4/2014).
- Christine Haug/Vincent Kaufmann (Hrsg.): Buchzerstörung und Buchvernichtung (Kodex 3/2013).
- Christine Haug/Vincent Kaufmann (Hrsg.): Bestseller und Bestsellerforschung (Kodex 2/2012).
- Christine Haug/Vincent Kaufmann (Hrsg.): Die Digitale Bibliothek (Kodex 1/2011).

## Weitere Publikationen
Neben dem Kodex verantwortet die IBG auch die Herausgabe der von Ludwig Delp begründeten Reihe Buchwissenschaftliche Beiträge, ebenfalls im Verlag von Otto Harrassowitz. Sie dient als Publikationsforum für buch- und medienwissenschaftliche Monografien und Sammelbände und wird aktuell von Christine Haug, Gerhard Lauer (Mainz) und André Schüller-Zwierlein (Regensburg) herausgegeben. Aufgenommen werden Arbeiten, die sich entweder mit historischen Forschungsfragen der Buchhandels- und Verlagsgeschichtsschreibung beschäftigen oder gegenwartsbezogene Fragestellungen der Buch- und Medienbranche aufgreifen. Im Jahr 2020 erschien als 100. Band der Reihe Buchbesitz und Buchbewegungen im Mainz der Frühen Neuzeit. Eine exemplarische Studie zu Akademikerbibliotheken aus den Jahrzehnten um 1600 von Christina Schmitz.